# Banners (artiest)
Michael Joseph Nelson (Liverpool, Verenigd Koninkrijk), beter bekend onder zijn artiestennaam Banners (gestileerd als BANNΞRS), is een Britse muzikant. Hij is in het Nederlandse taalgebied vooral bekend geworden door zijn single Someone to You die in 2017 werd uitgebracht en in 2020 in de Nederlandstalige hitlijsten verscheen.

## Carrière
Nelson begon met zingen in het koor van de Kathedraal van Liverpool, waarmee werd opgetreden op verschillende locaties in Europa. In 2015 verhuisde hij naar Toronto (Canada) en ging hij met de producer Stephen Kozmeniuk aan zijn muziek werken. Hieruit kwam de debuutsingle Ghosts voort, die werd uitgebracht in maart 2015 onder zijn artiestennaam Raines. In augustus dat jaar bracht hij de single Shine a Light uit. De videoclips van beide singles werden geregisseerd door Christoper Ranson. Op 4 december kwam het nummer Start a Riot uit.
In 2016 tekende Nelson een contract met Island Records. Op 15 januari 2016 bracht hij via dat platenlabel de ep Banners uit, die werd geproduceerd door Kozmeniuk. Hierop verschenen de drie eerder uitgebrachte singles, inclusief de twee nieuwe singles Gold Dust en Back When We Had Nothing. Begin juni verscheen de single Half Light, die eerder al te horen was in de soundtrack voor de televisieserie The Royals. In september en november 2016 bracht hij respectievelijk de singles Into the Storm en Holy Ground uit. In de videoclip van laatstgenoemde speelt de Amerikaanse actrice Ashley Greene. Vanaf 31 mei 2017 ging hij touren met de Duitse band Milky Chance in de Verenigde Staten.
Op 3 november 2017 kwam zijn tweede ep, getiteld Empires on Fire, uit. Zijn debuutalbum, Where the Shadow Ends, met de singles Someone to You, Where the Shadow Ends (met het Canadese muziekduo Young Bombs) en Got It In You werd op 4 oktober 2019 uitgebracht via Island Records. In 2020 genoot Someone to You grote bekendheid en werd het nummer honderdduizenden keren op TikTok gebruikt, wat leidde tot meer dan 200 miljoen streams. Gelijktijdig deed het nummer zijn intrede in de Nederlandse Top 40, Vlaamse Ultratop 50 en Nederlandse Single Top 100, met top-10-noteringen in de eerstgenoemde twee hitlijsten.
In mei 2020 kwam zijn derde ep Always Yours uit, via Island Records. Naast de titeltrack staan hierop akoestische versies van eerdere tracks. Later dat jaar volgden covers van twee kerstnummers, namelijk Have Yourself a Merry Little Christmas en Fairytale of New York. In maart 2021 bracht Nelson het nummer If I Didn't Have You uit. In dat jaar bracht hij ook Serenade uit en een cover van Happy Xmas (War is Over). In 2022 volgden Keeps Me Going, Happier en Perfectly Broken.
In januari 2023 verscheen de ep I Wish I Was Flawless, I'm Not op Nettwerk. Deze plaat was genomineerd voor "Juno Award for Adult Contemporary Album of the Year" van 2024.

## Discografie
| Lied                 | Verschijnen     | Album                 | Hitlijsten | Hitlijsten | Hitlijsten | Hitlijsten | Hitlijsten  | Hitlijsten  | Hitlijsten   | Hitlijsten   | Hitlijsten | Opmerkingen                                                |
| Lied                 | Verschijnen     | Album                 | BE (VL)    | BE (VL)    | BE (WA)    | BE (WA)    | NL (Top 40) | NL (Top 40) | NL (Top 100) | NL (Top 100) | GB         | Opmerkingen                                                |
| Lied                 | Verschijnen     | Album                 | Piek       | Weken      | Piek       | Weken      | Piek        | Weken       | Piek         | Weken        | Piek       | Opmerkingen                                                |
| -------------------- | --------------- | --------------------- | ---------- | ---------- | ---------- | ---------- | ----------- | ----------- | ------------ | ------------ | ---------- | ---------------------------------------------------------- |
| Someone to You       | 23 oktober 2020 | Where the Shadow Ends | 8          | 36         | 11         | 19         | 16          | 30          | 6            | 26           | 60         | Platina in Nederland en België / Alarmschijf / MNM-Big Hit |
| If I Didn't Have You | 12 maart 2021   | It's Gonna Be OK      | tip        |            | —          | —          | —           | —           | tip15        |              | —          |                                                            |

- MusicBrainz: e9cda0a2-285c-4a15-9697-c295c216a94f